# Alsószölnök
Alsószölnök is een plaats (község) en gemeente in het Hongaarse comitaat Vas. Alsószölnök telt 418 inwoners (2001).